# Karol Piekorzewski
Karol Piekorzewski (ur. w 1810, zm. 24 lutego 1883 w Częstochowie) – drukarz i polski działacz narodowy na Śląsku.

## Życiorys
Karol Piekorzewski urodził się w 1810 roku w pruskiej części Śląska. Z zawodu był młynarzem, a później stał się również właścicielem drukarni dzieł religijnych w Częstochowie. Przez wiele lat zajmował się zbieraniem religijnych pieśni polskich na Śląsku, które wydał własnym nakładem w książce pt. "Pieśni kościelne".